# Аеропорт Внуково (станція метро)
Аеропорт Внуково — кінцева станція Солнцевської лінії Московського метрополітену. Розташована в міжнародному аеропорту «Москва-Внуково», у Новомосковському адміністративному окрузі. Станція отримала назву на честь однойменної назви аеропорту. На території аеропорту «Москва-Внуково» станція розташована поруч з однойменною залізничною платформою аероекспресів, які курсують до/з Київського вокзалу. Станція відкрита 6 вересня 2023 року в складі дільниці «Рассказовка — «Аеропорт Внуково» та є однієї з п'яти кінцевих станцій, в  яких немає оборотного тупика.

## Історія
Майбутня станція метрополітену була запроєктована під час будівництва залізничної дистанції з підземною платформою для аероекспресів «Аеропорт Внуково». Станцію планувалося побудувати паралельно їй, з виходами в ті ж самі підземні переходи.
6 серпня 2012 року виконувач обов'язків заступника мера Москви з містобудівної політики та будівництва Марат Хуснуллін заявив, що метро у «Внуково» передбачалося лише після 2020 року.
10 вересня 2014 року заступник мера Москви Марат Хуснуллін заявив, що влада Москви визначиться з майданчиком для будівництва метро до аеропорту «Внуково» до кінця 2014 року. Розглядався варіант з будівництвом станції не в аеропорту, а на Київському шосе.
1 квітня 2016 року Марат Хуснуллін заявив, що опрацьовується можливість подовження Солнцевської лінії після станції «Рассказовка» до аеропорту «Внуково».
9 жовтня 2017 року було оголошено, що розробка документації для подовження у Внуково Солнцевської лінії може бути завершено впродовж 1,5 роки.
У грудні 2017 року стало відомо, що станція, можливо, буде побудована в наземному варіанті для зручності інтеграції з інфраструктурою аеропорту.
У травні 2018 року керівник Департаменту будівництва Москви Андрій Бочкарьов заявив, що будівництво ділянки Калінінсько-Солнцевської лінії до станції «Внуково» розпочнеться не пізніше 2019 року.
У січні 2019 року містобудівна комісія Москви ухвалила проєкт подовження Солнцевської лінії метро до станції «Внуково». Її вирішено побудувати наземною поруч з аеропортом «Внуково».
У березні 2019 року прийнято рішення побудувати станцію підземною. Дистанцію перегону від станції «Пихтіно» було вирішено прокласти метромостом.
Відкриття станції раніше було  заплановано на 2022 рік в складі дільниці «Рассказовка» — «Аеропорт Внуково», проте відкриття відбулося 6 вересня 2023 року.